# إدارة قواعد البيانات
إدارة قواعد البيانات هي العمليات والوظائف المختصة في إدارة وصيانة برامج أنظمة إدارة قواعد البيانات (DBMS). تحتاج برامج DBMS الرائجة مثل Oracle وIBM DB2 وMicrosoft SQL Server إلى إدارة مستمرة، ولذلك، فإن أغلب المؤسسات التي تستخدم برامج DBMS تقوم بتعيين موظفين متخصصين في تقنية المعلومات والذي يطلق عليهم "مسؤولين قواعد البيانات أو DBAs.

## المسؤوليات
هنالك عدة مسؤوليات تندرج تحت أعمال إدارة قواعد البيانات مثل:
- تركيب وتهيئة وتحديث برنامج خادم قاعدة البيانات والمنتجات ذات الصلة.
- تقييم ميزات قاعدة البيانات والمنتجات المتعلقة بقاعدة البيانات.
- الإنشاء والحفاظ على سياسات وإجراءات النسخ الاحتياطي واسترداد الصوت.
- الحفاظ على تصميم قاعدة البيانات وتنفيذها.
- التنفيذ والحفاظ على أمن قاعدة البيانات (الإنشاء والحفاظ على المستخدمين والأدوار، وتعيين الامتيازات).
- ضبط قاعدة البيانات ومراقبة الأداء.
- ضبط التطبيق ومراقبة الأداء.
- إعداد والحفاظ على الوثائق والمعايير.
- خطة النمو والتغيرات (تخطيط القدرات).
- العمل كجزء من الفريق وتوفير الدعم على مدار الساعة عند الحاجة.
- إستكشاف الأخطاء وإصلاحها، وإصلاح التقنية العامة وإعطاء السلبيات.
- استعادة قاعدة البيانات.

## الأنواع
هناك ثلاثة أنواع من إدارة قواعد البيانات:
1. إدارة الأنظمة (يشار إلى هذا النوع أيضاً بـ DBAs المجسدة (الفعلية) أو DBAs للعمليات أو DBAs لدعم الإنتاج). يرتكز هذا النوع على الجوانب المادية لإدارة قواعد البيانات مثل تثبيت DBMS والتكوين والتصحيح والترقيات والنسخ الاحتياطي والاستعادة والتحديثات وتحسين الأداء والصيانة والتعافي من الكوارث.
2. إدارة التطوير: في هذا الجانب، يتم التركيز على الجوانب المنطقية والتطويرية لإدارة قواعد البيانات مثل تصميم نموذج البيانات وصيانته وإنشاء DDL (لغة تعريف البيانات)، وكتابة وضبط إس كيو إل، وترميز الإجراءات المخزنة، والتعاون مع المطورين للمساعدة في اختيار ميزات DBMS ووظائف وأنشطة ما قبل الإنتاج الأخرى.
3. إدارة التطبيق: عادةً ما توجد في المؤسسات التي اشترت برنامج تطبيقات الطرف الثالث مثل ERP (تخطيط موارد المؤسسة) وأنظمة CRM (إدارة علاقات العملاء). تتضمن أمثلة برامج التطبيقات هذه تطبيقات Oracle و Siebel و PeopleSoft (أصبحت الآن جزءًا من Oracle Corp.) و SAP. توجد هناك إدارات قواعد بيانات جانبية تستخدم مع برامج DBMS كبرنامج تطبيقي مسؤول عن ضمان أن التطبيق محسّن بالكامل لقاعدة البيانات والعكس. عادة ما يقومون بإدارة جميع مكونات التطبيق التي تتفاعل مع قاعدة البيانات والقيام بأنشطة مثل تثبيت التطبيق والتصحيح، وترقيات التطبيقات، وإستنساخ قاعدة البيانات، وبناء وتشغيل إجراءات تنظيف البيانات وإدارة عملية تحميل البيانات، إلخ.[2]

على الرغم من أن معظم الأفراد يتخصصون عادةً في نوع واحد من إدارة قواعد البيانات، إلا أنه في المنظمات (صغيرة الحجم), فإنه من المألوف جداً أن تجد فرد أو مجموعة واحدة تؤدي أكثر من نوع واحد من إدارة قواعد البيانات.

## العمل التلقائي لإدارة قواعد البيانات
تحدد درجة العمل التلقائي لإدارة قاعدة البيانات وفقاً للمهارات والأفراد اللازمين لإدارة قواعد البيانات. الحد الأدنى للعمل التلقائي في أنظمة قواعد البيانات يتطلب خبرة لإدراة ربما 5-10 قواعد بيانات. عوضاً عن ذلك، قد تختار المؤسسة قدر كبير من العمل التلقائي الذي يمكن إنجازه يدوياً، وبالتالي يمكن تقليل المهارات المطلوبة لأداء المهام. مع زيادة العمل التلقائي، تنقسم احتياجات الموظفين في المؤسسة إلى عمال يتمتعون بمهارات عالية لإنشاء وإدارة الأعمال التلقائية.
إدارة عمل قواعد البيانات هو شيء معقد ومتكرر وقد يستنزف وقتاً طويلًا ويتطلب تدريباً كبيراً. نظراً لأن قواعد البيانات تحتوي على بيانات قيمة ومهمة، فإن الشركات أو المنظمات عادةً ما تبحث عن مرشحين يتمتعون بخبرة سنوات عديدة. في غالب الأمر تتطلب إدارة قاعدة البيانات وضع قواعد بيانات العمل في أوقات العمل. على سبيل المثال، للتخطيط بعد ساعات التوقف، أو في حالة انقطاع البيانات المرتبط بقاعدة البيانات أو في حالة تدهور الأداء بشدة. عادة ما يتم تعويض إداريين قواعد البيانات بشكل جيد لساعات طويلة.
إحدى المهارات الأساسية المطلوبة والتي يتم البحث عنها غالباً عند اختيار إداري قواعد بيانات هي إسترداد قاعدة البيانات (جزء من الإسترداد بعد الأعطال الفادحة). إنها ليست حالة شرطية أو فرضية محتملة، ولكن هي حالة تأكيدية وهو متى ما تعاني قاعدة البيانات من فشل. تتراوح نسب الفشل من فشل بسيط إلى فشل كارثي كامل. قد يكون الفشل هو تلف البيانات أو فشل الوسائط أو الأخطاء التي يسببها المستخدم. في كلتا الحالتين يجب أن يكون لدى إداري قواعد البيانات المهارات اللازمة لإستعادة قاعدة البيانات إلى نقطة معينة وفي الوقت المناسب لمنع فقدان البيانات.

## أدوات إدارة قواعد البيانات
غالباً، تأتي برامج إدارة أنظمة قواعد البيانات مع أدوات مخصصة لمساعدة الإداريين في إدارة قواعد البيانات، وتسمى هذه الأدوات بـ«الأدوات الأصلية». على سبيل المثال، يأتي Microsoft SQL Server مزوداً بـ SQL Server Management Studio و Oracle لديه مزود بأدوات مثل SQL * Plus و Oracle Enterprise Manager / Grid Control. بالإضافة إلى ذلك، توفر الجهات والقطاعات الخارجية مثل BMC و Quest Software وEmbarcadero Technologies و SQL Maestro Group أدوات واجهات المستخدم الرسومية وذلك لمراقبة قواعد البيانات، وإدارة قواعد البيانات ومساعدة الإداريين على تنفيذ وظائف معينة داخل قاعدة البيانات بسهولة أكبر.
يوجد نوع آخر من برامج قواعد البيانات لإدارة توفير قواعد بيانات جديدة وإدارة قواعد البيانات الحالية والموارد المرتبطة بها. يمكن أن تتكون عملية إنشاء قاعدة بيانات جديدة من مئات أو آلاف الخطوات الفريدة من تلبية المتطلبات المسبقة إلى تكوين النسخ الاحتياطية حيث يجب أن تنجح كل خطوة قبل أن تبدأ الخطوة التالية. لا يمكن توقع أن يستكمل الأشخاص المستخدمين هذا الإجراء بالطريقة نفسها المرة تلو الأخرى - وهو الهدف بالضبط عند وجود قواعد بيانات متعددة. كلما زاد عدد DBAs ، وبدون التشغيل الآلي، يتزايد عدد التكوينات الفريدة في كثير من الأحيان ليكون مكلفًا / صعبًا دعمه. يمكن تصميم كل هذه الإجراءات المعقدة بواسطة أفضل DBAs في برنامج آلية عمل قاعدة البيانات وتنفيذها بواسطة DBAs القياسية. تم إنشاء البرنامج خصيصا لتحسين موثوقية والتكرار من هذه الإجراءات مثل Stratavia و Data Palette و GridApp Systems Clarity.

## تأثير تكنولوجيا المعلومات وآلية العمل السحابية
نمت عمليات قاعدة البيانات التلقائية منذ عام 2009، بعد تقديم خدمات الويب الأمازون لـ AWS RDS ، مما يوفر قاعدة بيانات آلية ومدارة كخدمة. أطلقت Microsoft Azure قاعدة بيانات تلقائية مماثلة كخدمة في عام 2010، باستخدام SQL Azure ، مما يوفر نسخًا احتياطيًا تلقائيًا، مع النسخ المتماثل الجغرافي والتوافر العالي. عزز إدخال حاويات الإرساء (البرامج) دعمًا للتسليم السريع لمثيلات قاعدة البيانات للحاوية، كما عززت كل من Amazon Web Serices وMicrosoft Azure الدعم الآلي للحاويات في خدماتها.
ازداد دعم الجهات الخارجية لصور حاوية قاعدة البيانات، بما في ذلك MongoDB و Postgres و MySQL من Oracle وMicrosoft SQL Server من Microsoft ومن مرفأ ميناء مستقل (برنامج) من Windocks 
أحدث التقنيات مثل Stratavia وData Palette suit و GridApp Systems Clarity بدأت بوضوح لزيادة التشغيل الآلي لقواعد البيانات مما تسبب في الحد من المهام المتعلقة في قاعدة البيانات. ومع ذلك، في أحسن الأحوال، هذا يقلل فقط من الأنشطة الدنيوية والمتكررة ولا يلغي الحاجة إلى قواعد بيانات الأعمال. تهدف آلية عمل DBA إلى تمكين DBAs من التركيز على المزيد من الأنشطة الاستباقية حول بنية قاعدة البيانات والنشر والأداء وإدارة مستوى الخدمة.
تتطلب كل قاعدة بيانات حساب مالك قاعدة بيانات يمكنه تنفيذ جميع عمليات إدارة المخطط. هذا الحساب خاص بقاعدة البيانات ولا يمكنه تسجيل الدخول إلى Data Director. يمكنك إضافة حسابات مالك قاعدة البيانات بعد إنشاء قاعدة البيانات. يجب على مستخدمي Data Director تسجيل الدخول باستخدام بيانات اعتمادهم الخاصة بقاعدة البيانات لعرض قاعدة البيانات والكيانات الخاصة بها وبياناتها أو لتنفيذ مهام إدارة قاعدة البيانات. يمكن لمسؤولي قواعد البيانات ومطوري التطبيقات إدارة قواعد البيانات فقط إذا كانت لديهم الأذونات والأدوار المناسبة الممنوحة لهم من قبل مسؤول المؤسسة. يجب منح الأذونات والأدوار على مجموعة قاعدة البيانات أو في قاعدة البيانات، ولا تنطبق هذه الشروط إلا داخل المنظمة التي مُنحت فيها.

## تعلم إدارة قواعد البيانات
هناك العديد من المعاهد التعليمية التي تقدم دورات مهنية، بما في ذلك برامج متوفرة حتى ساعات متأخرة من الليل لأجل السماح للمرشحين (الأفراد) بتعلم إدارة قواعد البيانات. أيضًا، تقدم شركات رائدة في مجالات نظم إدارة قواعد البيانات مثل Oracle و Microsoft و IBM برامج وشهادات لمساعدة المؤسسات على توظيف ممارسي خدمات إدارة قواعد البيانات. المؤهلين للعمل في هذا المجال هم حاملين الشهادات الجامعية في علوم الحاسب الآلي أو مجالات ذات صلة، ولكن ليس بالضرورة ولا الحصر.

## إنظر أيضا
- DBMS
- مستودع البيانات
- خدمة الدليل
- نظام إدارة قواعد البيانات الموزعة
- نموذج هرمي
- قاعدة البيانات الملاحية
- نموذج الشبكة
- نموذج الكائن
- قاعدة بيانات الكائنات (OODBMS)
- قاعدة بيانات الكائنات ذات الصلة (ORDBMS)
- تشغيل تلقائية الكتاب (RBA)
- النموذج العلائقي (RDBMS)
- مقارنة نظم إدارة قواعد البيانات العلائقية
- مقارنة بين أدوات قاعدة البيانات
- SQL هي لغة لإدارة قواعد البيانات

## روابط خارجية
- "A set theoretic data structure and retrieval language". ACM Special Interest Group on Information Retrieval. ج. 7 ع. 4: 45–55. Winter 1972.
- Thomas Haigh (يونيو 2006). "Origins of the Data Base Management System" (PDF). ACM Special Interest Group on Management of Data. ج. 35 ع. 2. مؤرشف من الأصل (PDF) في 2017-08-08.

تستند هذة المقالة على مواد من قاموس الحوسبة المجاني على الانترنت، وهو ترخيص تحت رخصة جنو للوثائق الحرة.